# Crocidura vorax
Crocidura vorax es una especie de musaraña (mamífero placentario de la familia Soricidae).

## Distribución geográfica
Vive en China, India, Laos, Tailandia, Vietnam y posiblemente también en Birmania.

## Estado de conservación
Sus principales amenazas podrían ser la expansión agrícola, la extracción de madera, los asentamientos humanos y la tala de bosque.